# Къберас (окръг, Северна Каролина)
Окръг Къберас (на английски: Cabarrus County) е окръг в щата Северна Каролина, Съединени американски щати. Площта му е 945 km², а населението – 201 590 души (2016). Административен център е град Конкорд.